# Sarrola-Carcopino
Sarrola-Carcopino (en cors Sarrula è Carcupinu) és un municipi francès, situat a la regió de Còrsega, al departament de Còrsega del Sud. L'any 1999 tenia 1.801 habitants.

## Demografia
| 1962 | 1968 | 1975 | 1982 | 1990 | 1999 |
| ---- | ---- | ---- | ---- | ---- | ---- |
| 511  | 534  | 508  | 812  | 1424 | 1801 |

## Administració
| Període   | Identitat         | Partit | Qualitat                      |
| --------- | ----------------- | ------ | ----------------------------- |
| 2007-     | Alexandre Sarrola | DVG    |                               |
| 2001-2007 | Noël Sarrola      | PRG    | President del Consell General |